# Самуель Льорка
Самуель Льорка Рьполь (ісп. Samuel Llorca Ripoll; 26 квітня 1985, Аліканте) — іспанський футболіст, захисник клубу «Еркулес» (Аліканте).

## Біографія
Самуель почав займатися футболом, вступивши 1993 року до футбольної школи «Сан-Блас», де провів три роки, після чого перейшов до клубу «Еркулес». 2004 року гравця перевели до дорослої команди. Упродовж одного сезону він грав за «Еркулес Б», а потім перейшов до «Ельче», де також грав за резервний склад. 9 червня 2007 року Самуель дебютував у першій команді в домашньому матчі проти клубу «Кастельйон», що завершився виграшем 1:0. У сезоні 2007/08 футболіст закріпився в основному складі й незабаром одержав пропозиції з-за кордону, від англійських «Шеффілд Юнайтед» і «Фулхем». Переговори завершилися нічим, і іспанець продовжив грати в «Ельче».
2011 року на правах вільного агента Самуель перейшов до «Еркулеса», що виступав тоді в Сегунді. У сезоні 2011/12 він непогано себе проявив, відігравши 40 офіційних матчів, відзначившись 5-ма забитими м'ячами. У підсумку, 2012 року гравця за 400 тисяч євро придбала «Сельта», що пробилася до Прімери.
У складі «Сельти» відіграв лише 2 офіційні матчі. 2014 року його віддали спочатку до «Алавеса» а потім до іспанського «Вальядоліда».